# Брайчино
Брайчино (на македонска литературна норма: Брајчино) е село в община Ресен, Северна Македония.

## География
Селото е разположено високо в планината Баба, южно от град Ресен, като Песпанското езеро остава 7 км на изток, а гръцко-македонската граница на юг.

## История
Районът на селото е богат на археологически обекти. От дълбока древност в землището на днешното село са съществували редица селища (археологически обекти). Кула е средновековна твърдина, разположена е на 1 km източно от селото, на високо плато, на чиято повърхност се наблюдават грамади от градежен материал и контурите от отбранителните съоръжения. В непосредната близост на църквата „Свети Атанас“, при изграждането на патя към радио-релейната станция са повредени няколко средновековни гроба изградени от каменни плочи, с ориентация изток-запад.
Между Брайчино и Курбиново се намира църквата „Света Петка“, която е от късното средновековие. В XIX век Брайчино е чисто българско село в Битолска кааза, нахия Долна Преспа на Османската империя. В „Етнография на вилаетите Адрианопол, Монастир и Салоника“, издадена в Константинопол в 1878 година и отразяваща статистиката на населението от 1873 година, Райчино е посочено като село в каза Ресен с 34 домакинства и 92 жители българи. Според статистиката на Васил Кънчов („Македония. Етнография и статистика“) от 1900 година Брайчино има 340 жители, всички българи християни.
На Етнографската карта на Битолския вилает на Картографския институт в София от 1901 година Брайчино е чисто българско село в Битолската каза на Битолския санджак с 30 къщи.
По време на Илинденското въстание Брайчино е нападнато от турски аскер, опожарени са 77 къщи и цялото село е ограбено. Населението бяга в планината, но е обкражено от башибозука и са убити Танчо Ничев, Митре Тегов, Христо Иванов, Тасе Спиров, Тане Стоянов, Петре Ничев, Коте Янкулов, Василка Янева и Яна Симова. После населението е отведено в Наколец и е измъчвано от Рустем от Пъпле, Рашид от Наколец и Дельо онбаши от Крани. От Брайчино загива и четникът Васил Стефанов. Според официални османски данни по време на въстанието в селото изгарят 77 български къщи. След въстанието селото получава помощи от българския владика Григорий Пелагонийски.
Около това врѣме... въ нашето село бидоха убити 15 души. Между тѣхъ имаше и три жени. Макарь 80 души четници да бранѣха селото, нъ нищо не бѣ въ състояние да спре многобройната сгань отъ войски, илявета и башибозукъ. Нападнаха селото, ограбиха го и го изгориха. Същеврѣменно изгориха и ближнето до насъ село Брайчино. Населението, което се бѣ отеглило въ планината, на третия день биде заобиколено отъ войска. Въ същата минута нѣкѫдѣ се чу пушка. Тогава войската се спусна и съ единъ залпъ уби деветь души отъ Брайчино. Двѣтѣ млади невѣсти между деветьтѣ прѣдварително бидоха опозорени и послѣ убити. Слѣдъ това войската откара цѣлото население въ Наколецъ, дѣто ни държаха плѣнени цѣли двѣ седмици. Мѫкитѣ, които изтеглихме въ Наколецъ, не могатъ да се изкажатъ: биеха ни, изтезаваха ни по най-грозенъ начйнъ, като ни газѣха съ краката. Това правѣше най вече башибозукътъ. Рустемъ отъ Пѫпле, Решидъ отъ Наколецъ и Джелйо онбаши отъ Крани не знаеха какъ и какъ по жестоко да си отмъстятъ. Прѣдъ очитѣ ни се продаваха ограбенитѣ вещи и покѫщнина на никаква цѣна. Така безчовѣчно ни тъпчеха, до като отъ Битоля пристигна каймакаминътъ, който ни разрѣши да се възвърнемъ въ изгоренитѣ села. Въ Брайчино двѣтѣ църкви останаха здрави, та народьтъ има дѣ да се събере и моли на Бога, а въ нашето село и това нѣма, па и иначе отъ страна на храна почти населението гладува. Снопето
ни изгориха, а готовото жито ни задигнаха.
В началото на XX век жителите на селото са под върховенството на Българската екзархия. По данни на секретаря на екзархията Димитър Мишев („La Macédoine et sa Population Chrétienne“) през 1905 година в Брайчино има 480 българи екзархисти и работи българско училище. Първото българско училище е открито в селото през 1875 година.
При избухването на Балканската война в 1912 година един човек от Брайчино е доброволец в Македоно-одринското опълчение.
По време на българското управление на Вардарска Македония през Първата световна война Брайчино е част от Наколска община в Ресенска околия и има 710 жители.
В селото има пет църкви. „Свети Никола“ е от 1871-1872 година. „Свети Архангел“ е на 1,5 km от селото и е от по-ново време. „Свети Илия“ на 2 km източно е от 1919 година. „Свети Атанас“, разположена югозападно от селото, е изградена върху по-стар сакрален обект. Изписани са олтарът и северната стена. Малката и неугледна „Света Богородица“ е разположена северно от селото.
Според преброяването от 2002 година селото има 134 жители.
| Националност     | Всичко |
| северномакедонци | 133    |
| албанци          | 0      |
| турци            | 0      |
| цигани           | 0      |
| власи            | 0      |
| сърби            | 1      |
| бошняци          | 0      |
| други            | 0      |

## Личности

### Родени в Брайчино
- Йован Илиев Вържов, български революционер от ВМОРО[15]
- Киро Христов Ташов, български революционер от ВМОРО[16]
- Кръстин Спиров Попов, български революционер от ВМОРО[17]
- Луи Темелковски (р. 1954), канадски политик
- Мето Йовановски (1928-2016), писател и общественик от Северна Македония
- Настас Цветков Наумов, български революционер от ВМОРО[18]
- Сандро Илиев Вършов, български революционер от ВМОРО[15]
- Спасе Наумов Кожов, български революционер от ВМОРО[19]
- Спиро Донев Попянев, български революционер от ВМОРО[17]
- Стефан Ангелев Попов, български революционер от ВМОРО[17]
- Цветко Христо, от село Праточина, арестуван през август 1903 година, обвинен в „даване на укритие на българскинте разбойници“, осъден на 8 години каторга, заточен в Диарбекир, амнистиран с общата амнистия от 12 април 1904 година[20]

### Свързани с Брайчино
- Коста Нунов, български учител в селото между 1872 и 1873 година[21]